# Acord nuclear iranià
El Pla d'Acció Integral Conjunt (en anglès: Joint Comprehensive Plan of Action o per les seves inicials, JCPOA) o també conegut mediàticament com l'acord nuclear iranià, és un tractat internacional on s'acorda la derogació de les sancions internacionals de caràcter econòmic cap a l'Iran sota la condició de tenir un programa nuclear exclusivament pacífic. Fou signat pel G-5+1 (Estats Units d'Amèrica, França, Regne Unit, Xina, Rússia i Alemanya) i Iran el 14 de juliol del 2015. El primer ministre d'Israel Benjamin Netanyahu es mostrà contrari a l'acord. El Senat dels Estats Units va votar prolongar 10 anys més les sancions contra Iran.

## Història
Les negociacions del Pla d'Acció Integral Conjunt sobre el programa nuclear iranià van començar amb l'adopció del Pla d'Acció Conjunt, un acord inicial signat el novembre del 2013 entre l'Iran i els països del P5+1. Durant els vint mesos següents, l'Iran i els països de P5+1 van dur a terme negociacions que van culminar l'abril del 2015 amb un acord marc sobre el programa nuclear de l'Iran. El 14 de juliol del 2015, Iran i P5+1 van acordar el pla definitiu.
Segons l'acord, l'Iran va acordar eliminar les reserves d'urani enriquit mitjà, disminuir les reserves d'urani enriquit sota un 98 % i reduir en dos terços les centrifugadores de gas durant tretze anys. Al llarg dels quinze anys següents, l'Iran només enriquiria urani fins a un 3,67 %. Iran també va acordar no construir cap reactor nuclear nou d'aigua pesada durant el mateix període de temps. L'enriquiment d'urani es limitaria a una sola instal·lació que utilitzés centrifugadores de primera generació durant deu anys. Altres instal·lacions serien transformades per evitar els riscos de la proliferació nuclear.
Per vigilar i verificar el compliment de l'acord per part de l'Iran, l'Organisme Internacional d'Energia Atòmica (OEIA) tindria accés regular a totes les instal·lacions nuclears iranianes. L'acord establia que, en compensació pels seus compromisos, l'Iran seria alleujat de les sancions econòmiques que li havien imposat els Estats Units, la Unió Europea i el Consell de Seguretat de les Nacions Unides.
El maig del 2018, el president dels Estats Units Donald Trump, va anunciar la retirada del seu país de l'acord, i el restabliment de les sancions a l'Iran.